# Silo das Astúrias
Silo (falecido em 783) foi o rei das Astúrias de 774 a 783, sucedendo Aurélio. Ele subiu ao trono quando se casou com Adosinda, filha de Alfonso I ("Alfonso, o Católico"). Ele mudou a capital do Reino das Astúrias de Cangas de Onís para Pravia, mais perto do centro do reino. Ele foi contemporâneo de Abederramão I, emir de Córdova, e de Carlos Magno.

## Vida

### Ascensão ao trono
No tempo de Silo, os monarcas foram aparentemente eleitos pela nobreza como no Reino Visigótico anterior. Os monarcas foram escolhidos dentre um pequeno número de dinastias. A preferência tendia a recair no filho de um rei ou, quando isso não fosse possível, no marido da filha de um rei, como havia acontecido no caso de Alfonso e com o próprio Silo, ou, na sua falta, em outro homem da linhagem real que fosse capaz de governar.

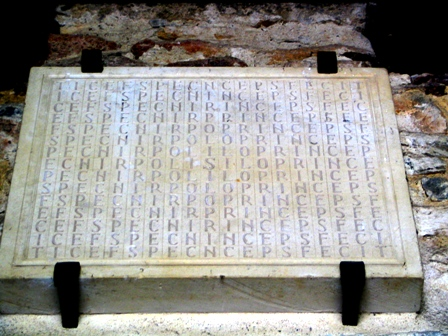
Pedra que comemora a fundação de Silo da igreja de Santianes de Pravia. Começando com o "S" central e movendo-se em qualquer direção, soletra Silo princeps fecit (o príncipe Silo fez).

No entanto, há uma controvérsia acadêmica sobre o modo de sucessão: eleição após o estilo visigótico, sucessão matrilinear segundo a prática indígena e hereditária em linhagens reais. Cada uma dessas teorias leva a um relato um pouco diferente da ascensão de Silo ao trono.

### Reinado
Segundo a Cr^nica Albeldense, Silo manteve a paz com os muçulmanos ob causam matris, "pelo bem de sua mãe". O significado desta frase foi debatido por estudiosos. Isso poderia significar que sua mãe era muçulmana com algum tipo de conexão com o emir Abederramão I, ou que ela era refém de Abederramão em Córdova, ou poderia significar outra coisa.
Pode-se explicar a inatividade dos muçulmanos em relação ao Reino das Astúrias pelo fato de o reinado de Silo coincidir com a intervenção de Carlos Magno na Espanha em 778. Carlos Magno não pôde manter o cerco a Saragoça e teve que bater em retirada por Roncesvalles, sofrendo uma grande derrota ali, e a campanha subsequente de Abederramão I, em 781, no vale do Ebro, em vingança contra aqueles que tinham sido favoráveis à invasão francesa.
Por outro lado, no reino das Astúrias, durante o reinado de Silo, a Galiza se rebelou pela segunda vez, o que havia acontecido antes no reinado de Fruela I. As crônicas não esclarecem os motivos da rebelião. O exército rebelde enfrentou as tropas de Silo na Batalha de Montecubeiro, na atual província de Lugo, onde ele as derrotou, encerrando a rebelião.

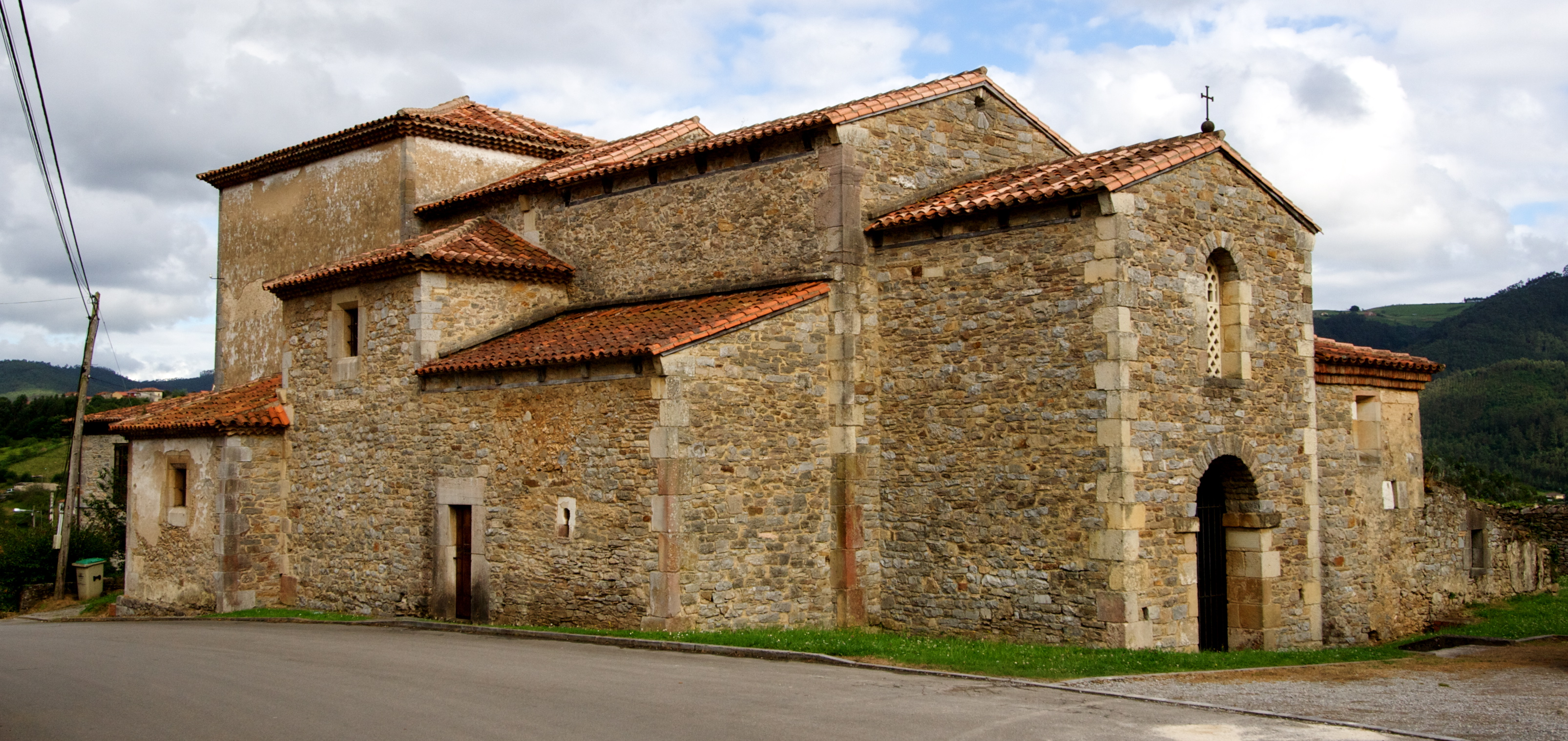
A Igreja de San Juan Apóstolo e Evangelista, Santianes de Pravia, fundada por Silo

O mais antigo documento escrito medieval conhecido na península Ibérica data do reinado de Silo. O Diploma del Rei Don Sílo data de 23 de agosto de 775. Nesse documento contratual de doação "pro anima" ("pelo bem da alma"), Silo concedia propriedades particulares na aldeia de Tabulata (agora Trabada) em Lucis (Lugo) para um grupo de monges, com a intenção de que eles fundassem um mosteiro.

### Movendo a corte para Pravia

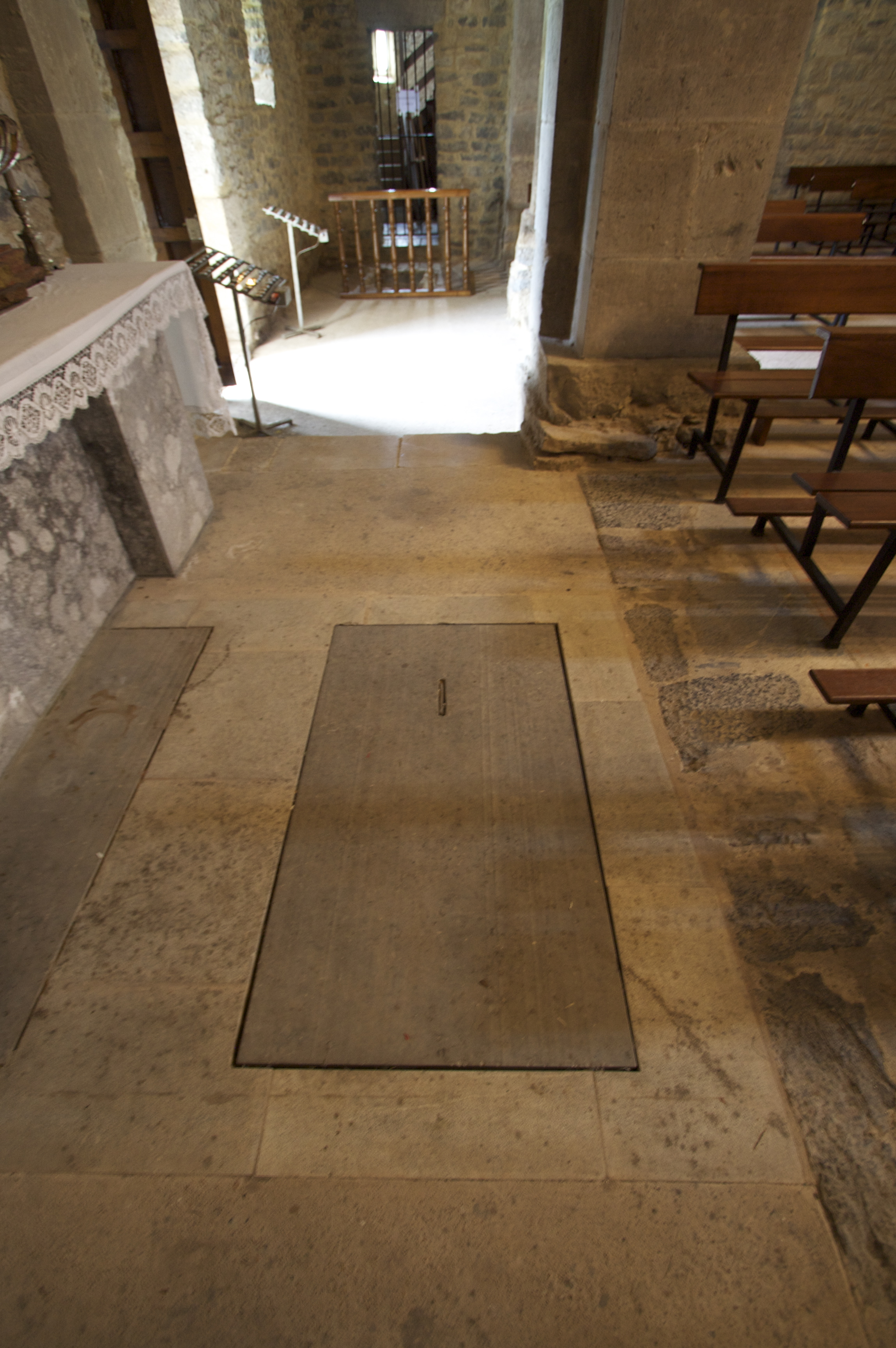
Presumidos túmulos de Adosinda e Silo na igreja de Santianes de Pravia.

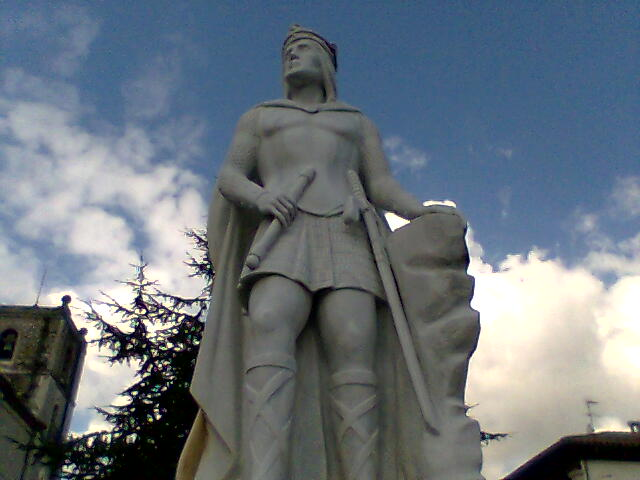
Estátua do rei Silo em Pravia, Astúrias.

Ao subir ao trono, Silo mudou a capital de Cangas de Onís para Pravia, a região em que ele era um magnata local, um aristocrata com terra. A nova capital tinha a vantagem estratégica de que Pravia, um antigo assentamento romano, estava localizado no vale do rio Nalón, ao longo da estrada romana para Asturica Augusta, hoje Astorga. Além disso, uma vez que Silo estendeu as fronteiras do reino para a Galícia, Cangas de Onís agora estava bem longe do centro de seu reino.

## Morte e sucessão
Silo morreu em Pravia em 783. A Estoria de España ou Primera Crónica General conta sobre sua morte:
Oito anos após o reinado do rei Silo, no ano 817 da era espanhola [783 EC], o rei Silo morreu e foi sepultado na igreja de São João Apóstolo e Evangelista, que foi construída em sua vida.
Após sua morte, a viúva de Silo, Adosinda, planejou a eleição de seu sobrinho Alfonso, filho de Fruela I, como sucessor. O adolescente foi nomeado governador do Palatium Regis, mais ou menos um chanceler. O trono foi então tomado por Mauregato, filho de Alfonso I e de uma escrava de origem muçulmana.

## Enterro
Silo foi sepultado na Igreja de San Juan Apóstolo e Evangelista, Santianes de Pravia, que ele havia ordenado a construção. Acredita-se que o túmulo seja dele e de Adosinda até hoje. Não obstante, o Maestro Custodio afirmou que os restos de Silo foram transferidos para o mosteiro de San Juan de las Dueñas, na cidade de Oviedo, e enterrado atrás do altar principal.

## Descendência
Com sua esposa Adosinda das Astúrias teve:
- Addelgaster, Infante das Astúrias. Que foi assassinado ainda jovem.